# U-1009
| U-1009 | U-1009 | U-1009 |
| --- | --- | --- |
| U 1009 | | |
| | | |
| Капітуляція німецького підводного човна U-1009. На задньому плані фрегат «Байрон». Травень 1945              | | |
| Верф | Blohm + Voss, Гамбург | Blohm + Voss, Гамбург |
| Під прапором                                                                                                 | Третій Рейх | Третій Рейх |
| Належність                                                                                                   | Крігсмаріне | Крігсмаріне |
| Порт приписки                                                                                                | Гамбург, Берген | Гамбург, Берген |
| Замовлення                                                                                                   | 14 жовтня 1941 | 14 жовтня 1941 |
| Закладений                                                                                                   | 24 лютого 1943 | 24 лютого 1943 |
| Спуск на воду                                                                                                | 5 січня 1944 | 5 січня 1944 |
| Введений до складу флоту                                                                                     | 10 лютого 1944 | 10 лютого 1944 |
| На службі | 1944—1945 | 1944—1945 |
| Сучасний статус                                                                                              | 10 травня 1945 року капітулював союзникам у Лох-Еріболл. 16 грудня 1945 року затоплений за планом операції «Дедлайт» північніше Ірландії | 10 травня 1945 року капітулював союзникам у Лох-Еріболл. 16 грудня 1945 року затоплений за планом операції «Дедлайт» північніше Ірландії |
| Бойовий досвід                                                                                               | Друга світова війна Битва за Атлантику                                                                                                   | Друга світова війна Битва за Атлантику                                                                                                   |
| Проєкт | | |
| Тип ПЧ | середній торпедний ДПЧ | середній торпедний ДПЧ |
| Вартість | 4 714 000 ℛℳ | 4 714 000 ℛℳ |
| Основні характеристики                                                                                       | | |
| Швидкість (надводна)                                                                                         | 17,7 вузла | 17,7 вузла |
| Швидкість (підводна)                                                                                         | 7,6 вузла | 7,6 вузла |
| Робоча глибина занурення                                                                                     | 120 м | 120 м |
| Гранична глибина занурення                                                                                   | 250 м | 250 м |
| Дальність плавання                                                                                           | 80 миль (150 км) на швидкості 4 вузли (в підводному положенні) 8500 миль (15 700 км) на швидкості 10 вузлів (у надводному положенні)     | 80 миль (150 км) на швидкості 4 вузли (в підводному положенні) 8500 миль (15 700 км) на швидкості 10 вузлів (у надводному положенні)     |
| Екіпаж | 44 особи | 44 особи |
| Розміри | | |
| Довжина найбільша (по КВЛ)                                                                                   | 67,2 м | 67,2 м |
| Ширина корпусу найб.                                                                                         | 6,2 м | 6,2 м |
| Висота | 9,6 м | 9,6 м |
| Середня осадка (по КВЛ)                                                                                      | 4,74 м | 4,74 м |
| Водотоннажність надводна                                                                                     | 759 т | 759 т |
| Водотоннажність підводна                                                                                     | 860 т | 860 т |
| Силова установка                                                                                             | | |
| дизель-електрична; 2 дизельних двигуни MAN M 6 V 40/46, 2 електродвигуни Siemens-Schuckert-Werke GU 343/38-8 | | |
| Гвинти | 2 | 2 |
| Потужність                                                                                                   | 2800—3200 к.с. (дизелі) 750 к.с. (електродвигуни)                                                                                        | 2800—3200 к.с. (дизелі) 750 к.с. (електродвигуни)                                                                                        |
| Озброєння | | |
| Артилерія | 1 × 88-мм палубна гармата SK C/35 | 1 × 88-мм палубна гармата SK C/35 |
| Торпедно- мінне озброєння                                                                                    | 4 носових і один кормовий ТА 14 торпед або 26 мін TMA                                                                                    | 4 носових і один кормовий ТА 14 торпед або 26 мін TMA                                                                                    |
| ППО | 1 × 37-мм зенітна гармата Flak M42 2 × 20-мм зенітні гармати FlaK 30                                                                     | 1 × 37-мм зенітна гармата Flak M42 2 × 20-мм зенітні гармати FlaK 30                                                                     |

U-1009 — німецький середній підводний човен типу VIIC/41, що входив до складу Військово-морських сил Третього Рейху за часів Другої світової війни. Закладений 24 лютого 1943 року на верфі № 209 компанії Blohm + Voss у Гамбурзі. Спущений на воду 5 січня 1944 року. 10 лютого 1944 року корабель увійшов до складу 31-ї навчальної флотилії ПЧ ВМС нацистської Німеччини.

## Історія служби
U-1009 належав до німецьких підводних човнів типу VIIC/41, однієї з модифікацій найчисленнішого типу субмарин Третього Рейху, яких було випущено 703 одиниці. Службу розпочав у складі 31-ї навчальної флотилії ПЧ. З 1 листопада 1944 року перебував у складі 11-ї флотилії.
У грудні 1944 — травні 1945 року підводний човен здійснив 2 бойових походи, діючи поблизу норвезьких та британських берегів, під час якого не потопив і не пошкодив жодного судна чи корабля.
10 травня 1945 року U-1009 капітулював союзникам у шотландському озері Лох-Еріболл, звідкіля передислокований до Лох-Раян. 16 грудня 1945 року човен затоплений за планом операції «Дедлайт» північніше Ірландії.

## Командири
- Оберлейтенант-цур-зее резерву Клаус Гільгендорф (10 лютого 1944 — 10 травня 1945)
- Оберлейтенант-цур-зее Дітріх Целе (листопад 1944 — лютий 1945)